# Megalodón
Megalodón (titulada originalmente en inglés: The Meg) es una película chino-estadounidense de acción, terror y ciencia ficción de 2018, dirigida por Jon Turteltaub y escrita por Dean Georgaris, Jon y Erich Hoeber. En la película, a 200 millas de la costa de China un submarino es atacado por un megalodón, un tiburón gigante de 23 metros que se creía que estaba extinto desde hace millones de años. Con el submarino inhabilitado en el fondo del mar, un buzo de rescate y un oceanógrafo deben actuar rápido para rescatar a la tripulación. La cinta, protagonizada por Jason Statham, Li Bingbing, Rainn Wilson, Ruby Rose, Winston Chao y Cliff Curtis, está basada en el libro de 1997 Meg: A Novel of Deep Terror escrito por Steve Alten.

## Argumento
Jonas Taylor, un buzo de rescate de la Armada estadounidense, se encuentra en medio de una operación de rescate de los tripulantes de un submarino nuclear. Mientras llevan a cabo el rescate, descubre que el casco del submarino está siendo embestido por una criatura de gran tamaño. Al ver peligrar la misión y pensando en la seguridad tanto de él como de los marineros rescatados, decide irse dejando atrapadas a 8 personas en el submarino dañado. Al separarse e iniciar la huida el submarino explota. Posteriormente, en una investigación, el Dr. Heller desestima la versión de Taylor de que una criatura marina gigante destruyó el submarino, achacándolo a una alucinación del propio Taylor debido a la presión del agua.
Cinco años después, el multimillonario Jack Morris se encuentra con el Dr. Mindway Zhang en una estación de investigación submarina llamada Mana One, que Morris financia. Zhang y su hija, Suyin, están supervisando una operación de exploración de lo que podría ser una zona más profunda de la Fosa de las Marianas, oculta por una nube de termoclina de sulfuro de hidrógeno. Al mando de la misión está Lori, la exmujer de Taylor, junto con Toshi y The Wall en un sumergible. La misión parece ir bien hasta que una criatura gigante golpea al sumergible, haciendo que pierda el contacto con Mana One.
James "Mac" MacKreides, otro miembro del equipo, propone enviar a Taylor a intentar un rescate argumentando que es el mejor y el único capaz de hacerlo. A pesar de las objeciones del doctor Heller, Zhang y Mac viajan a Tailandia para reclutar a Taylor. Suyin, que no apoyó la idea de Mac, intenta un rescate con un sumergible, pero un calamar gigante la atrapa y comienza a aplastar al sumergible, hasta que un gigantesco tiburón se aparece y lo mata. Taylor, quien se había aventurado en otro sumergible, llega hasta el submarino atrapado y logra salvar a Wall y Lori. Sin embargo, Toshi se sacrifica cerrando la escotilla y separando el submarino de rescate y encendiendo las luces para atraer al tiburón permitiendo que Taylor, Lori y Wall escapen.

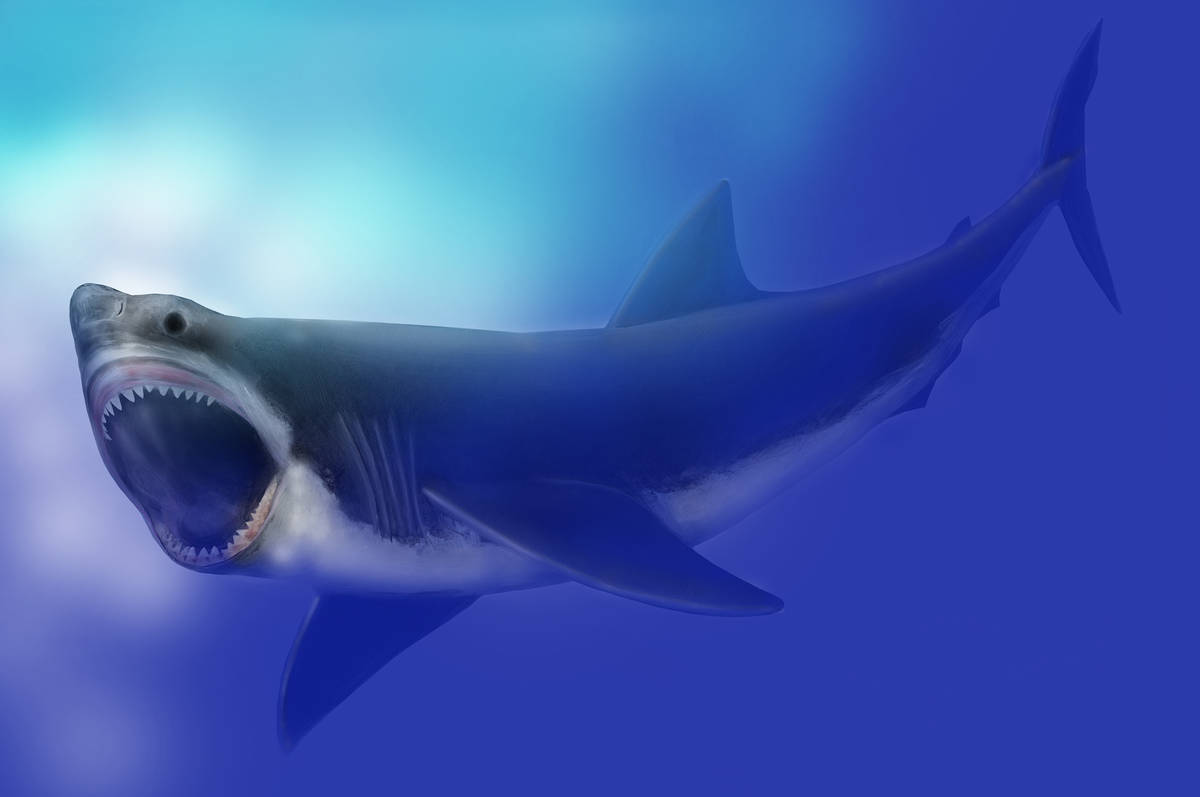
Carcharodon megalodon

De vuelta en Mana One, el equipo descubre que el tiburón es un megalodón, una raza de tiburón conocida como la más grande del mundo marino, la cual se creía extinta desde hace millones de años. También descubren que ha logrado escapar de las profundidades de la fosa a través de un agujero en la capa de termoclina creada por la explosión de un respiradero hidrotermal, elevando la temperatura el tiempo justo para dejarlo pasar. El grupo decide rastrear y envenenar al megalodón antes de que este ataque. Suyin se sumerge en una jaula y es golpeada por el tiburón, al que logra disparar un arpón con etorfina, provocando la rotura de su máscara de oxígeno. Logran subirla a la superficie, donde Taylor consigue reanimarla. Más tarde, suben al megalodón muerto al barco, pero al examinarlo, Taylor descubre que los dientes no coinciden con los del ataque inicial. Entonces, un segundo megalodón de mayor tamaño emerge del agua matando a Wall y devorando al megalodón más pequeño y haciendo que el barco vuelque y se hunda, minutos después Jaxx y Heller están en medio del océano y Heller se sacrifica para que Jaxx pueda ser salvada, mientras que este muere devorado por el megalodón, minutos más tarde muere el Dr. Zhang debido a una hemorragia interna provocada por un golpe que recibió por una barra de metal después del ataque del segundo megalodón más grande. Mientras los supervivientes intentan regresar a Mana One en dos botes salvavidas, inmediatamente son preseguidos nuevamente por el megalodón hasta que un helicóptero se aparece y le colocan un rastreador en la aleta dorsal del megalodón y posteriormente comienzan a dispararle con una ametralladora, hasta que el mismo megalodón se detiene y desaparece en las profundidades. Al llegar al Mana One, Morris anuncia que ha informado a los gobiernos locales y las fuerzas navales, pero que lo que suceda no está en sus manos.
Durante la noche, Morris pone en marcha su plan para matar al monstruoso tiburón mediante cargas de profundidad. Cuando uno de los helicópteros ve sobresalir el cuerpo sin vida de un animal de gran tamaño, Morris supone que ha logrado destruir al megalodón, pero al acercarse a examinar el cadáver descubre que se trata de una ballena. Al ver acercarse al verdadero megalodón, el barco acelera haciendo que Morris caiga por la borda y sea devorado. Entre tanto, el equipo de Mana One ha descubierto los planes de Morris, solo para darse cuenta de que el tiburón se dirige hacia una playa abarrotada de bañistas en la Bahía de Sanya, en China.
El megalodón mata a varios bañistas antes de que el equipo de Mana One reproduzca el audio del canto de una ballena para desviar la atención del tiburón. Taylor y Suyin intentan destruir al megalodón disparándole torpedos modificados, sin éxito, dañándose el sumergible de Taylor en el proceso. Finalmente, Taylor logra acabar con el tiburón diseccionándolo con la aleta de su sumergible y disparándole un arpón en el ojo, matándolo. Debido a la sangre, numerosos tiburones más pequeños devoran al megalodón. Taylor logra ponerse a salvo en un barco donde una pareja china celebraba su boda, reencontrándose con Suyin, con quien considera tomarse unas vacaciones.

## Reparto
- Jason Statham como Jonas Taylor, un buzo que se especializa en búsqueda y rescate en aguas profundas. Después de que un rescate sale mal y pierde a dos miembros de su tripulación, renuncia pero es reclutado una vez más por un viejo amigo, Mac, cuando el submarino de investigación de su exesposa es atacado en circunstancias similares.
- Li Bingbing como Suyin Zhang, una oceanógrafa a bordo del buque de investigación Manz.
- Rainn Wilson como Jack Morris, un multimillonario que financia a Manz.
- Ruby Rose como Jaxx Herd, una ingeniera a bordo del Manz.
- Winston Chao como Minway Zhang, el padre de Suyin, el abuelo de Meiying y el reconocido investigador oceanográfico que lidera el Mana.
- Cliff Curtis como James "Mac" Mackreides, el investigador gerente de Mana.
- Page Kennedy como DJ, otro ingeniero.
- Jessica McNamee como Lori Taylor, buceadora y piloto de submarinos a bordo del Mana, quien también es la exesposa de Jonas.
- Ólafur Darri Ólafsson como "The Wall,” miembro del equipo de Lori.
- Robert Taylor como el Dr. Heller, médico a bordo del Mana, que también fue médico junto al equipo de Jonas en su última misión.
- Sophia Cai como Meiying Zhang, la hija de 8 años de Suyin y nieta de Minway, que vivía a bordo del Mana.
- Masi Oka como Toshi, miembro de la tripulación de Lori.

## Doblaje
| Actor original        | Personaje              | Actor de voz España   | Actor de voz México    |
| --------------------- | ---------------------- | --------------------- | ---------------------- |
| Jason Statham         | Jonas Taylor           | Juan Antonio Bernal   | Dafnis Fernández       |
| Li Bingbing           | Suyin Zhang            | María Moscardó        | Alina Galindo          |
| Rainn Wilson          | Jack Morris            | Rafael Parra          | Erick Salinas          |
| Ruby Rose             | Jaxx Herd              | Marina García Guevara | Betzabé Jara           |
| Winston Chao          | Dr. Minway Zhang       | Jordi Ribes           | Roberto Mendiola       |
| Cliff Curtis          | James «Mac» Mackreides | Eduard Doncos         | Ulises Maynardo Zavala |
| Page Kennedy          | DJ                     | Raúl Rodríguez        | Edson Matus            |
| Jessica McNamee       | Lori                   | Elisa Beuter          | Claudia Contreras      |
| Olafur Darri Olafsson | The Wall               | J. Ignacio Latorre    | Leonardo García        |
| Robert Taylor         | Dr. Heller             | Joan Massotkleiner    | Gerardo Reyero         |
| Shuya Sophia Cai      | Meiying                | Noa Juan              | Pamela Mendoza         |
| Masi Oka              | Toshi                  | Ignasi Díaz           | Manuel Campuzano       |
| Rob Kipa-Williams     | D'Angelo               | Carlos Vicente        | Raúl Solo              |
| Tawanda Manyimo       | Marks                  | Toni Astigarraga      | Manuel Campuzano       |

## Producción
Inicialmente los derechos del libro fueron adquiridos por Disney en 1997, aunque luego estos fueron comprados por Warner Bros. en 2015. En junio de 2016, se reportó que Eli Roth estaba en negociaciones para dirigir la película, aunque finalmente Jon Turteltaub terminó dirigiéndola.
El rodaje de la película comenzó el 13 de octubre de 2016 en Auckland Occidental, Nueva Zelanda. El rodaje terminó el 11 de enero de 2017.[cita requerida]

## Estreno
The Meg fue estrenada en los Estados Unidos el 10 de agosto de 2018 por Warner Bros. Pictures. El primer tráiler oficial fue lanzado en YouTube el 9 de abril de 2018.[cita requerida]
Desde agosto de 2020, la película está disponible en Amazon Prime Video en el mercado latinoamericano.

## Fechas de estreno mundial
| País                                                                          | Fecha de estreno                 |
| ----------------------------------------------------------------------------- | -------------------------------- |
| Alemania                                                                      | viernes 17 de agosto de 2018     |
| Argentina                                                                     | jueves 23 de agosto de 2018      |
| Australia                                                                     | jueves 30 de agosto de 2018      |
| Austria                                                                       | viernes 17 de agosto de 2018     |
| Bélgica                                                                       | viernes 17 de agosto de 2018     |
| Belice · Costa Rica · El Salvador · Guatemala · Honduras · Nicaragua · Panamá | miércoles 15 de agosto de 2018   |
| Brasil · Bolivia                                                              | jueves 16 de agosto de 2018      |
| Chile                                                                         | jueves 9 de agosto de 2018       |
| Colombia                                                                      | jueves 16 de agosto de 2018      |
| Dinamarca                                                                     | viernes 17 de agosto de 2018     |
| Ecuador                                                                       | jueves 3 de enero de 2019        |
| Egipto                                                                        | viernes 4 de enero de 2019       |
| España                                                                        | viernes 6 de septiembre de 2018  |
| Estados Unidos · Canadá                                                       | viernes 10 de agosto de 2018     |
| Filipinas                                                                     | viernes 6 de septiembre de 2018  |
| Finlandia                                                                     | viernes 13 de septiembre de 2018 |
| Francia                                                                       | viernes 6 de septiembre de 2018  |

| País                 | Fecha de estreno                 |
| -------------------- | -------------------------------- |
| Grecia               | viernes 13 de septiembre de 2018 |
| Hong Kong            | viernes 20 de septiembre de 2018 |
| India                | viernes 18 de enero de 2019      |
| Israel               | viernes 28 de septiembre de 2018 |
| Italia               | viernes 7 de septiembre de 2018  |
| Japón                | sábado 1 de diciembre de 2018    |
| Líbano               | viernes 5 de octubre de 2018     |
| Malasia              | jueves 27 de septiembre de 2018  |
| México               | jueves 16 de agosto de 2018      |
| Noruega              | viernes 28 de septiembre de 2018 |
| Nueva Zelanda        | viernes 21 de septiembre de 2018 |
| Países Bajos         | viernes 28 de septiembre de 2018 |
| Perú                 | jueves 6 de septiembre de 2018   |
| Portugal             | jueves 1 de noviembre de 2018    |
| Reino Unido Irlanda  | viernes 7 de septiembre de 2018  |
| República Dominicana | jueves 11 de octubre de 2018     |
| Singapur             | jueves 20 de septiembre de 2018  |
| Sudáfrica            | viernes 12 de octubre de 2018    |
| Suecia               | viernes 7 de septiembre de 2018  |
| Suiza                | viernes 14 de septiembre de 2018 |
| Tailandia            | sábado 15 de septiembre de 2018  |
| Taiwán               | sábado 8 de septiembre de 2018   |
| Uruguay              | jueves 20 de septiembre de 2018  |
| Venezuela            | jueves 20 de septiembre de 2018  |

## Recepción
The Meg ha recibido reseñas generalmente mixtas de parte de la crítica y de la audiencia. En el sitio web especializado Rotten Tomatoes, la película posee una aprobación de 46%, basada en 309 reseñas, con una calificación de 5.3/10, y un consenso crítico que diceː "The Meg prepara al público para una buena función de película de criaturas de clase B a la antigua, pero carece de la emoción del género, o el toque cursi, para que valga la pena sumergirse en ella." De parte de la audiencia tiene una aprobación de 42%, basada en más de 5000 votos, con una calificación de 3.0/5.
El sitio web Metacritic le ha dado a la película una puntuación de 46 de 100, basada en 46 reseñas, indicando "reseñas mixtas". Las audiencias encuestadas por CinemaScore le han dado a la película una "B+" en una escala de A+ a F, mientras que en el sitio IMDb los usuarios le han dado una calificación de 5.6/10, sobre la base de 172 436 votos. En la página FilmAffinity tiene una calificación de 4.5/10, basada en 14 494 votos.

## Secuela
En octubre de 2018 se confirma que ya tenían en mente una secuela de la película.
En marzo de 2019, se anunció que se estaba trabajando en un guion para la película. En su boletín de noticias de septiembre de 2020, Steve Alten confirmó que el guion, titulado Meg 2: The Trench, estaba completo, expresando interés en su tono «oscuro» y su potencial para una calificación R (a diferencia del PG-13 de la primera película). El 23 de octubre de 2020, se anunció que Ben Wheatley dirigiría la película.